# Mantella manery
Mantella manery is een kikker uit de familie gouden kikkers (Mantellidae). De soort werd voor het eerst wetenschappelijk beschreven door Miguel Vences, Frank Glaw en Wolfgang Böhme in 1999.

## Uiterlijke kenmerken
Mantella manery is in vergelijking tot andere Mantella-soorten een kikker van gemiddelde grootte, gevonden exemplaren hadden een lichaamslengte van 23 tot 29 millimeter. De kop en het voorste gedeelte van de bovenzijde heeft een geelgroen patroon. De flanken, ledematen en achterste gedeelte van de bovenzijde zijn donkerbruin. De onderzijde is bedekt met kleine blauwachtige vlekjes. De keel heeft een lichte hoefijzervormige tekening.

## Leefwijze
Deze kikker is nog slechts weinig bestudeerd en over zijn leefwijze is nog niet veel bekend. Hij is gevonden in de strooisellaag van regenwouden. Men vermoedt dat zijn broedgewoonten overeenkomt met die van andere Mantella-soorten.

## Verspreiding en habitat
De soort komt endemisch voor op het Afrikaanse eiland Madagaskar. Mantella manery is aangetroffen op twee locaties in het noorden van het eiland, zowel op een hoogte van 300 meter boven zeeniveau in het Nationaal park Marojejy en op een hoogte van 700 meter in het Analabewoud langs de rivier de Ramena, vlak bij het Tsaratananareservaat.
Men vermoedt dat M. manery een zeer zeldzame soort is. Het oppervlak van het totale leefgebied wordt geschat op minder dan 20.000 vierkante kilometer. De natuurlijke habitat gaat zowel in kwaliteit als in omvang achteruit. M. manery is derhalve als 'kwetsbaar' (VU of Vulnerable) opgenomen op de Rode Lijst van de IUCN. Op de lijst van CITES, een internationale overeenkomst over de handel in dieren en planten, is de soort opgenomen in Bijlage II. Dit betekent dat voor de export een vergunning moet worden aangevraagd.